# 東大阪市立玉美小学校
東大阪市立玉美小学校（ひがしおおさかしりつ たまみしょうがっこう）は、大阪府東大阪市瓜生堂にある公立小学校。

## 沿革
- 1951年（昭和26年）6月1日 - 玉川町立玉川南小学校として創立。
- 1955年（昭和30年）1月15日 - 河内市制施行により、河内市立玉川南小学校と改称。
- 1955年（昭和30年）3月3日 - 河内市立玉美小学校と改称。
- 1962年（昭和37年）10月7日 - 現在地に移転。
- 1967年（昭和42年）2月1日 - 東大阪市が発足し、東大阪市立玉美小学校と改称。

## 通学区域
- 岩田町2～3丁目、瓜生堂1～2丁目、若江北町1丁目、若江北町2丁目1～2番、7～10番、14番、若江本町1丁目3～5番、若江本町2丁目1～2番、7～10番[1]

## 進路状況
ほとんどの児童は東大阪市立若江中学校へ進学するが、国私立中学校へ進学する児童もいる。